# Bugoy Drilon
Bugoy Drilon (1 de enero de 1990 en  Ocampo, Camarines Sur), es un cantante p-pop y soul filipino y exportero cantina. Recientemente ganó el segundo lugar de Pinoy Dream Academy (temporada 2), sus cantantes favoritos son Guy Sebastián, Brian McKnight y Boyz II Men.  
Soñaba con terminar sus estudios e ir a los escenarios, pero sus sueños quedaron en suspenso cuando su padre cayó en la desesperación, devorado por su inseguridad como jefe de la familia. El padre de Drilon se convirtió en un alcohólico y su relación con su hijo Bugoy quedó deteriorada. Jóvenes como él, Bugoy albergaba malos sentimientos hacia su padre, sin embargo se lo llevaron para que perseveren y no depender de su padre. Para realizar sus sueños, trabajó como portero en una Universidad. Pronto, una gran oportunidad llegó cuando su camino en el programa de Pinoy Dream Academy fue aceptado como uno de sus concursantes y al final, el exportero surgió como PDA 1 ª finalista. El éxito lo premió para llegar a tener nuevamente lo que deseaba Bugoy, aunque para el cantante ante una entrevista declaró que la mayor lección que aprendió después de los momentos difíciles, a su padre siempre será su padre y que no le importaba lo que era. Como un hijo, Bugoy del inquebrantable amor que declinaba hacia su padre, logró superar el rencor y además le brindó todo el apoyo a su progenitor así también a muchas personas que son víctimas del alcoholismo.

## Filmografía

### TV Shows
- Pinoy Dream Academy (temporada 2) (2008)
- ASAP - TV guestings

## Discografía

### Estudio álbum
- Na Kaya Paano? (2008)

#### Singles
- Bakit Ba?
- Kung Puwede Lang Sana
- Lahat Nang Yan
- Muli
- Paano na Kaya?
- Simulan Mo Sa Isang Pangarap

- Datos: Q3551235